# Södermanlands runinskrifter 216
Runinskrift Sö 216 var ristningen på en runsten som hittades på 1800-talet vid byn Aska, belägen väster om vägen mellan Grödinge och Sorunda kyrkby i Sorunda socken och Sotholms härad på Södertörn. 
Stenen krossades och bitarna användes som byggmaterial i ett brofäste inte långt från fyndplatsen. Övriga bitar inlades i en husgrund till en lägenhet med namnet Sköndal och är förmodligen borta idag. Fornforskaren Richard Dybeck hann dessbättre att teckna av tre av fragmenten innan de försvann. En översättning av den då kvarvarande texten följer nedan:

## Inskriften
Runsvenska: utar auk ... this austr ... uk-ma
Nusvenska: "utar" och ... dog österut ...